# EMA 2007
EMA 2007 je potekala 1., 2. in 3. februarja 2007 na ljubljanskem Gospodarskem razstavišču.
24 izvajalcev se je najprej predstavilo v enem izmed dveh predizborov (polovica v prvem, polovica v drugem). Iz obeh predizborov se je v finalni izbor uvrstilo 7 izvajalcev.
O finalistih, superfinalistih in končnem zmagovalcu so odločali le gledalci in poslušalci preko telefonskega glasovanja.
V času, namenjenem glasovanju, je nastopilo kar nekaj glasbenih gostov. Na prvem predizboru je kot gost nastopil Anžej Dežan, ki je s svojo pesmijo »Mr. Nobody« odprl tekmovanje.
Sledili so mu tisti, ki so na Emi že sodelovali. Tako so v treh večerih nastopili Saša Lendero, Nuša Derenda in Jan Plestenjak. Iz tujine so prišli Hari Mata Hari, ki mu je slovensko občinstvo leta 2006 na Pesmi Evrovizije za pesem »Lejla« namenilo 12 točk, ter Katrina and the Waves, zmagovalci Pesmi Evrovizije 1997.
Zmagala je Alenka Gotar s pesmijo »Cvet z juga«.

## Tekmovalne skladbe
Izborna komisija, ki so jo sestavljali Miša Čermak, Alenka Godec, Vojko Sfiligoj, Patrik Greblo in Lojze Krajnčan, je izmed 90 prijav, prispelih na javni razpis, izbrala 24 pesmi, ki so se predstavile na Emi 2007.
| #   | Izvajalec                  | Naslov pesmi              | Avtor glasbe                             | Avtor besedila                      | Avtor aranžmaja                       |
| --- | -------------------------- | ------------------------- | ---------------------------------------- | ----------------------------------- | ------------------------------------- |
| 1.  | Don Corleone               | Bella mia                 | Egon Herman                              | Jernej Dirnbek                      | Nikola Sekulović                      |
| 2.  | Tadeja Fatur               | Drugačna (pesem)          | Bor Zuljan                               | Leon Oblak                          | Bor Zuljan                            |
| 3.  | Žana                       | Druga violina             | Josip Miani - Pipi                       | Amon                                | Josip Miani - Pipi                    |
| 4.  | Nude                       | Element L                 | Teodor Amanović                          | Gaber Marolt                        | Nude                                  |
| 5.  | Alenka Gotar               | Cvet z juga               | Andrej Babić                             | Andrej Babić                        | Aleksandar Valenčić                   |
| 6.  | Dean Vivod & Tonus Kitaris | Hitmejker                 | Franci Zabukovec                         | Dean Vivod, Franci Zabukovec        | Franci Zabukovec                      |
| 7.  | Zablujena generacija       | Kdo hoče plesati z menoj? | Matjaž Alič                              | Matjaž Alič, Dare Kaurič            | Dare Kaurič, Martin Štibernik         |
| 8.  | Rok Kosmač                 | Ko še spiš                | Rok Kosmač                               | Rok Kosmač                          | Franci Zabukovec                      |
| 9.  | Brigitt Rose               | Light Eternal Flame       | Brigita Lupša                            | Brigita Lupša                       | Aleš Čadež                            |
| 10. | Eva Moškon & Črnobelo      | Ljubim se                 | Klemen Teran                             | Klemen Teran                        | Črnobelo                              |
| 11. | Jernej Dermota             | Moj planet                | Frenk Nova                               | Urša Mravlje Fajon                  | Frenk Nova                            |
| 12. | Sebastian                  | Naj svet zakriči!         | Boštjan Grabnar                          | Sebastian                           | Boštjan Grabnar                       |
| 13. | Panda                      | Nemirna leta              | Andrej Pompe                             | Andrej Pompe                        | Panda                                 |
| 14. | Denis                      | Nor sem nate              | Zvone Tomac                              | Denis Vučak                         | Zvone Tomac                           |
| 15. | Diona Dimm Team            | Oče (Father)              | Bojan Simončič, Ana Soklič, Gašper Kačar | Ana Soklič                          | Bojan Simončič, Gašper Kačar          |
| 16. | Zlati muzikanti            | Pepelka                   | Marko Pezdirc                            | Slavko Božič                        | Marko Pezdirc                         |
| 17. | Lunapark                   | Slike                     | Mark Lemer                               | Apolonija Šterk                     | Mark Lemer                            |
| 18. | Alya                       | Vizija                    | Žare Pak, Peter Dekleva, Flex            | Flex, Cvetka Omladič, Peter Dekleva | Žare Pak, Alen Steržaj, Peter Dekleva |
| 19. | Folkrola                   | 19XX                      | Samo Javornik                            | Samo Javornik                       | Drago Repnik                          |
| 20. | Teja Haver                 | Virtual Girl              | Aleš Čadež                               | Aleš Čadež, Teja Haver              | Aleš Čadež                            |
| 21. | Bojana Glatz               | Vse se isto zdi           | Bojana Glatz                             | Aleš Čadež                          | Bojana Glatz                          |
| 22. | Steffy & donald TrumpeT    | Zadel si me v živo        | Marino Legovič                           | Damjana Kenda Hussu                 | Marino Legovič, donald TrumpeT        |
| 23. | Martin Perović             | Zadeni me                 | Simon Gomilšek                           | Diana Lečnik                        | Simon Gomilšek                        |
| 24. | Eva Černe                  | Čudeži smehljaja          | Boštjan Grabnar                          | Damjana Kenda Hussu                 | Boštjan Grabnar                       |

Izbrane so bile tudi 4 rezervne skladbe, ki pa se na samo Emo niso uvrstile:
| #  | Izvajalec      | Naslov pesmi      | Avtor glasbe     | Avtor besedila                       | Avtor aranžmaja           |
| -- | -------------- | ----------------- | ---------------- | ------------------------------------ | ------------------------- |
| 1. | Platin         | Strah pred jutrom | Simon Gomilšek   | Diana Lečnik                         | Simon Gomilšek            |
| 2. | Sanja Grohar   | Ognjeni ples      | Zvone Tomac      | Sanja Grohar, Natka Geržina          | Zvone Tomac               |
| 3. | Nataša Mihelič | Bodi to, kar si   | Nataša Mihelič   | Nataša Mihelič                       | Tadej Mihelič, Miha Gorše |
| 4. | Aleks          | Vrtim se          | Aleksander Novak | Aleksander Novak, Iztok Novak - Easy | Bor Zuljan                |

## I. predizbor
Prvi predizbor je potekal v četrtek, 1. februarja 2007. Vodila sta ga Bernarda Žarn in Peter Poles.
| #   | Izvajalec                  | Naslov pesmi              | Št. glasov | Uvrstitev |
| --- | -------------------------- | ------------------------- | ---------- | --------- |
| 1.  | Panda                      | Nemirna leta              | 460        | 12.       |
| 2.  | Lunapark                   | Slike                     | 689        | 10.       |
| 3.  | Eva Moškon & Črnobelo      | Ljubim se                 | 1429       | 8.        |
| 4.  | Alenka Gotar               | Cvet z juga               | 2908       | 4.        |
| 5.  | Zablujena generacija       | Kdo hoče plesati z menoj? | 4003       | 3.        |
| 6.  | Jernej Dermota             | Moj planet                | 1083       | 9.        |
| 7.  | Martin Perović             | Zadeni me                 | 2291       | 6.        |
| 8.  | Sebastian                  | Naj svet zakriči!         | 2439       | 5.        |
| 9.  | Alya                       | Vizija                    | 1944       | 7.        |
| 10. | Diona Dimm Team            | Oče (Father)              | 672        | 11.       |
| 11. | Dean Vivod & Tonus Kitaris | Hitmejker                 | 4217       | 2.        |
| 12. | Don Corleone               | Bella mia                 | 5081       | 1.        |

## II. predizbor
Drugi predizbor je potekal v petek, 2. februarja 2007. Vodila sta ga Mojca Mavec in Gorazd Dominko.
| #   | Izvajalec               | Naslov pesmi        | Št. glasov | Uvrstitev |
| --- | ----------------------- | ------------------- | ---------- | --------- |
| 1.  | Eva Černe               | Čudeži smehljaja    | 5144       | 1.        |
| 2.  | Bojana Glatz            | Vse se isto zdi     | 454        | 12.       |
| 3.  | Brigitt Rose            | Light Eternal Flame | 871        | 11.       |
| 4.  | Folkrola                | 19XX                | 1409       | 8.        |
| 5.  | Rok Kosmač              | Ko še spiš          | 1279       | 9.        |
| 6.  | Teja Haver              | Virtual Girl        | 1004       | 10.       |
| 7.  | Nude                    | Element L           | 4362       | 2.        |
| 8.  | Žana                    | Druga violina       | 2396       | 6.        |
| 9.  | Zlati muzikanti         | Pepelka             | 3143       | 3.        |
| 10. | Tadeja Fatur            | Drugačna (pesem)    | 1690       | 7.        |
| 11. | Steffy & donald TrumpeT | Zadel si me v živo  | 3107       | 4.        |
| 12. | Denis                   | Nor sem nate        | 2875       | 5.        |

## Finalni izbor
Finalni izbor, ki je potekal v soboto, 3. februarja 2007, sta vodila Helena Blagne in Mario Galunič.
Glasovanje je potekalo v dveh krogih. Po predstavitvi vseh pesmi je najprej sledilo desetminutno telefonsko glasovanje. Skladbi, ki sta v prvem krogu prejeli največ telefonskih glasov, sta se uvrstili v drugi krog, tako imenovani superfinale, in sta se predstavili še enkrat. Glasovanje v superfinalu je trajalo pet minut. Na koncu je slavila priznana sopranistka Alenka Gotar s pesmijo Cvet z juga.

### Prvi krog glasovanja
| #   | Izvajalec                  | Naslov pesmi              | Št. glasov | Uvrstitev |
| --- | -------------------------- | ------------------------- | ---------- | --------- |
| 1.  | Alya                       | Vizija                    | 3971       | 12.       |
| 2.  | Zlati muzikanti            | Pepelka                   | 6141       | 8.        |
| 3.  | Dean Vivod & Tonus Kitaris | Hitmejker                 | 6500       | 7.        |
| 4.  | Nude                       | Element L                 | 9136       | 5.        |
| 5.  | Sebastian                  | Naj svet zakriči!         | 5567       | 9.        |
| 6.  | Denis                      | Nor sem nate              | 3806       | 13.       |
| 7.  | Don Corleone               | Bella mia                 | 10596      | 3.        |
| 8.  | Tadeja Fatur               | Drugačna (pesem)          | 1791       | 14.       |
| 9.  | Zablujena generacija       | Kdo hoče plesati z menoj? | 9953       | 4.        |
| 10. | Žana                       | Druga violina             | 7804       | 6.        |
| 11. | Alenka Gotar               | Cvet z juga               | 20123      | 2.        |
| 12. | Steffy & donald TrumpeT    | Zadel si me v živo        | 5193       | 10.       |
| 13. | Martin Perović             | Zadeni me                 | 4467       | 11.       |
| 14. | Eva Černe                  | Čudeži smehljaja          | 20509      | 1.        |

### Superfinale
| Izvajalec    | Naslov pesmi     | Št. glasov | Uvrstitev |
| ------------ | ---------------- | ---------- | --------- |
| Alenka Gotar | Cvet z juga      | 44636      | 1.        |
| Eva Černe    | Čudeži smehljaja | 31324      | 2.        |